# Luis Fajardo
Luis Alfonso Fajardo Posada (Medellín, 1963. június 18. –), kolumbiai válogatott labdarúgó.
A kolumbiai válogatott tagjaként részt vett az 1990-es világbajnokságon.

## Sikerei, díjai
Atlético Nacional
- Kolumbiai bajnok (1): 1991
- Copa Libertadores győztes (1): 1989